# Maps.me
Maps.me (колишня назва — MapsWithMe — укр. «мапи зі мною») — безкоштовний застосунок для мобільних пристроїв на основі вільної географічної (геопросторової) бази даних OpenStreetMap. З листопада 2014 року Maps.me належить Mail.ru Group і розвивається в рамках її міжнародного проєкту My.com. На базі Maps.me створений альтернативний додаток (форк) — Organic Maps.

## Функціональність
Застосунок Maps.me доступний на платформах iOS, Android (включаючи збірки для планшетів Amazon Kindle Fire) і BlackBerry. Перед початком роботи програма завантажує мапи міста, області або країни з усіма об'єктами в пам'ять пристрою і залишається повністю функціональною без підключення до інтернету (офлайн).
Застосунок вміє орієнтуватися за GPS, будувати маршрути для автомобілів і пішоходів між двома заданими точками (зокрема між різними областями та країнами), проводити пошук за об'єктами, експортувати й імпортувати дані у форматі KML, а також надавати детальну інформацію про заклади («точки інтересу» — POI) на мапі. Доступна голосова навігація.
Початковий код навігаційного сервісу опублікований на GitHub, відкритий для вільного використання та доступний на умовах ліцензії Apache 2.0.
Користувачам Maps.me доступне редагування об'єктів на мапах OpenStreetMap безпосередньо зі застосунку.

## Історія

### 2010—2014, незалежна компанія
Компанія була заснована у 2010 році під назвою MapsWithMe з головним офісом в Цюриху і центром розробки в Мінську. За плечима її засновника Юрія Мельничка був семирічний досвід у пов'язаній з картографією компанії та робота над картографічним сервісом Google Maps. Разом із ним над проєктом працювали Александр Борсук, Віктор Говако і Сергій Речицький. Через відсутність у Білорусі внутрішнього ринку для IT-компаній Мельничек почав розробку нішевого продукту, затребуваного по всьому світу. MapsWithMe створювався на кошти засновників: для фінансування стартапу Юрій продав квартиру в Мінську. Ментором команди виступив білоруський технологічний підприємець Юрій Гурський.
Перша версія програми для операційної системи iOS вийшла у квітні 2011 року, а рік по тому MapsWithMe посів перше місце на конкурсі StartupMonthly у Вільнюсі. Команда виграла 9-тижневе стажування у Кремнієвій долині. У лютому 2012 року MapsWithMe з'явився в магазині застосунків для Android. У квітні 2012 року вийшла платна Maps.Me Pro версія, що відрізнялася завантаженням мапи з високою роздільною здатністю й додатковими функціями. Версія для смартфонів Blackberry з'явилася навесні 2014 року. У липні 2014 року компанія змінила назву на коротшу — MAPS.ME.

### 2014 рік— теперішній час, у складі Mail.Ru Group
Компанія розглядала пропозиції з продажу сервісу Яндексу та Google. Однак вибір припав на холдинг Mail.ru Group, зацікавлений у подальшому розвитку сервісу і збереженні автономії стартапу всередині своєї структури. Операція, сума якої оцінюється в 10—20 мільйонів доларів, відбулася в листопаді 2014 року, а в січні 2015 роки команда Maps.me переїхала на 25 поверх офісу Mail.ru Group в Москві. Деякі співробітники воліли залишитися в Мінську, і команда проєкту скоротилася з 15 до 10 осіб.
Придбання привернуло велику увагу преси: в число найбільш значущих угод року в Рунеті її включили Lenta.ru, the Runet і «Цукерберг позвонит». Новий власник відмовився від власного сервісу Карти@Mail.Ru на користь Maps.me.
Першою зміною стала відмова від платної версії в грудні 2014 року. Це стимулювало зростання користувацької бази — з листопада 2014 по січень 2015 року кількість користувачів подвоїлася.
У березні 2015 року у версії застосунку для платформи Android з'явилася детальна інформація про заклади на мапі. У вересні того ж року в застосунках для iOS і Android запущений новий дизайн мап, трохи раніше застосунки навчилися будувати маршрути для пішоходів. У вересні 2015 року компанія відкрила джерельний код для вільного використання.
З оновленням у квітні 2016 року у користувачів Maps.me з'явилася можливість редагувати мапи OpenStreetMap, що, на думку творців, має сприяти уточненню даних і зростання спільноти OSM-картографів. У тому ж місяці стало відомо, що в Maps.me перейшов директор по маркетингу «Литреса» Євген Лісовський і в перспективі змінить в керівництві Юрія Мельничка.

## Поширення
Можливість роботи з мапами без підключення до мережі і висока точність і детальність створених користувачами мап забезпечили Maps.me велику популярність. За підсумками 2014 року сервіс увійшов у число найкращих програм магазину Google Play і топ-25 Hi-Tech@Mail.Ru застосунок відзначився в рейтингах найкращих застосунків для мандрівників Huffington Post та PC Magazine.
Мапи Maps.me були встановлені на смартфони Samsung Galaxy Note 4 і Edge. Окрема версія Maps.me була розроблена для YotaPhone і використовує екран на електронному чорнилі для економії енергії.
У січні 2015 року кількість встановлень Maps.me перевищило 14 мільйонів: 12 % звантажень припадає на Росію, 9 % на США і 6 % на Німеччину. Представники компанії заявляли, що за десять місяців з моменту покупки активна аудиторія програми зросла в 8,5 раза з початкових 1,8 мільйона осіб. До грудня число встановлень досягло 30 мільйонів, у квітні 2016 року — 40 мільйонів.
У рамках порталів My.com Maps.me не має прямих або непрямих способів отримання прибутку і служить для збільшення аудиторії ігрових сервісів.